# 7009 Hume
A 7009 Hume (ideiglenes jelöléssel 1987 QU1) a Naprendszer kisbolygóövében található aszteroida. Eric Walter Elst fedezte fel 1987. augusztus 21-én.
Nevét David Hume (1711 – 1776) skót filozófus után kapta.